# Уич хаус
Уич хаус (на английски: Witch House) е жанр на електронната музика, характеризиращ се с атмосфера на ужас и окултизъм, възникнала през 2008 – 2009 година.
Според една версия името е използвано за първи път през 2009 г. от Travis Egedi (сценично име Pictureplane).
В своята цялост уич хаус носи нихилистично, разрушително и „мрачно“ настроение, неразделна част от което е духът на упадък и меланхолия, „мисли за смъртта.
Къщата на вещиците се характеризира и с експлоатиране на темите за магьосничество, шаманизъм и черна магия.